# Đại học Tübingen
Đại học Eberhard Karls, Tübingen (tiếng Đức: Eberhard Karls Universität Tübingen, 1999) là một trường đại học công lập nằm ở thành phố Tübingen, bang Baden-Württemberg, Đức. Tübingen là một thành phố đại học, thuộc một trong năm "thị trấn đại học" cổ điển ở Đức, bốn thị trấn kia là Marburg, Göttingen, Freiburg và Heidelberg. Số lượng sinh viên chiếm khoảng 1/3 dân cư thành phố, nằm cách Stuttgart khoảng 30 km về phía nam, và có đời sống gắn bó chặt chẽ với sinh viên. Trường đại học được thành lập năm 1477, thuộc một trong các trường đại học lâu đời nhất nước Đức. Trường Đại học sở hữu  truyền thống lâu đời và được đánh giá cao về mặt học thuật cả trong nước lẫn quốc tế, đặc biệt trong các lĩnh vực Nhân Văn, Y học, Luật và Khoa học Kinh tế - Xã hội. Trong lĩnh vực nghiên cứu ngôn ngữ Đức (tiếng Đức: Germanistik), trường đã được xếp hạng đầu tiên trong số tất cả các trường đại học Đức trong nhiều năm.
Tính đến nay đã có tổng cộng có 11 người đoạt giải Nobel, 5 giáo sư Humboldt, và 18 người nhận Giải thưởng Gottfried Wilhelm Leibniz có liên hệ với Đại học Tübingen (tính đến tháng 1 năm 2024).
Vào tháng 6 năm 2012, trong khuôn khổ sáng kiến xuất sắc dành cho các trường đại học của Đức lần thứ ba, trường đã nhận được danh hiệu Trường đại học xuất sắc, và danh hiệu này đã được gia hạn vào năm 2019 theo chiến lược xuất sắc mới. Nhờ đó, trường nằm trong nhóm 11 Trường đại học xuất sắc của Đức (Die 11  Exzellenzuniversitäten)
Hiện nay, trường được tổ chức thành 7 khoa thuộc các lĩnh vực khoa học tự nhiên, khoa học xã hội và khoa học nhân văn, với khoảng 30 ngành học. Trong học kỳ mùa đông 2024/2025, trường có khoảng 28.700 sinh viên ghi danh theo học. 
Trong số các cựu sinh viên nổi bật của trường có thể kể đến Giáo hoàng Biển Đức XVI, các tổng thống liên bang, ủy viên EU, bộ trưởng, và thẩm phán của Tòa án Hiến pháp Liên bang Đức.  

## Lịch sử
Trường Đại học Tübingen được thành lập năm 1477 bởi bá tước Eberhard V (Eberhard im Bart, 1445-1496), lúc dó là công tước đầu tiên của Württemberg, một nhà cải cách công dân và giáo sĩ, người thành lập trường sau khi trở thành hấp thụ trong sự hồi sinh thời kỳ Phục hưng của việc học trong chuyến đi của mình ở Italia. Hiệu trưởng đầu tiên của nó là Johannes Nauclerus.
Tên hiện nay của trường được đặt vào năm 1769 bởi công tước Karl Eugen người gắn tên đầu tiên của ông với người sáng lập (Karls là hình thức sở hữu của Karl). Trường đại học sau này trở thành trường đại học chủ yếu của Vương quốc Württemberg. Ngày nay, nó là một trong chín trường đại học công được tài trợ bởi chính quyền bang Baden-Württemberg.